# Nowo seło (obwód Widyń)
Nowo seło (bułg. Ново село – wieś w Bułgarii, w obwodzie Widyń, siedziba administracyjna gminy Nowo seło. Według danych szacunkowych Ujednoliconego Systemu Ewidencji Ludności oraz Usług Administracyjnych dla Ludności, 15 grudnia 2018 roku miejscowość liczyła 1057 mieszkańców.

## Położenie
Wieś położona jest na prawym brzegu Dunaju, nieopodal granicy z Rumunią, 24 km od Widynia.

## Gospodarka
Gospodarka wsi opiera się na rolnictwie. We wsi mieszczą się stawy rybne. Obszar obfituje w winnice.

## Galeria

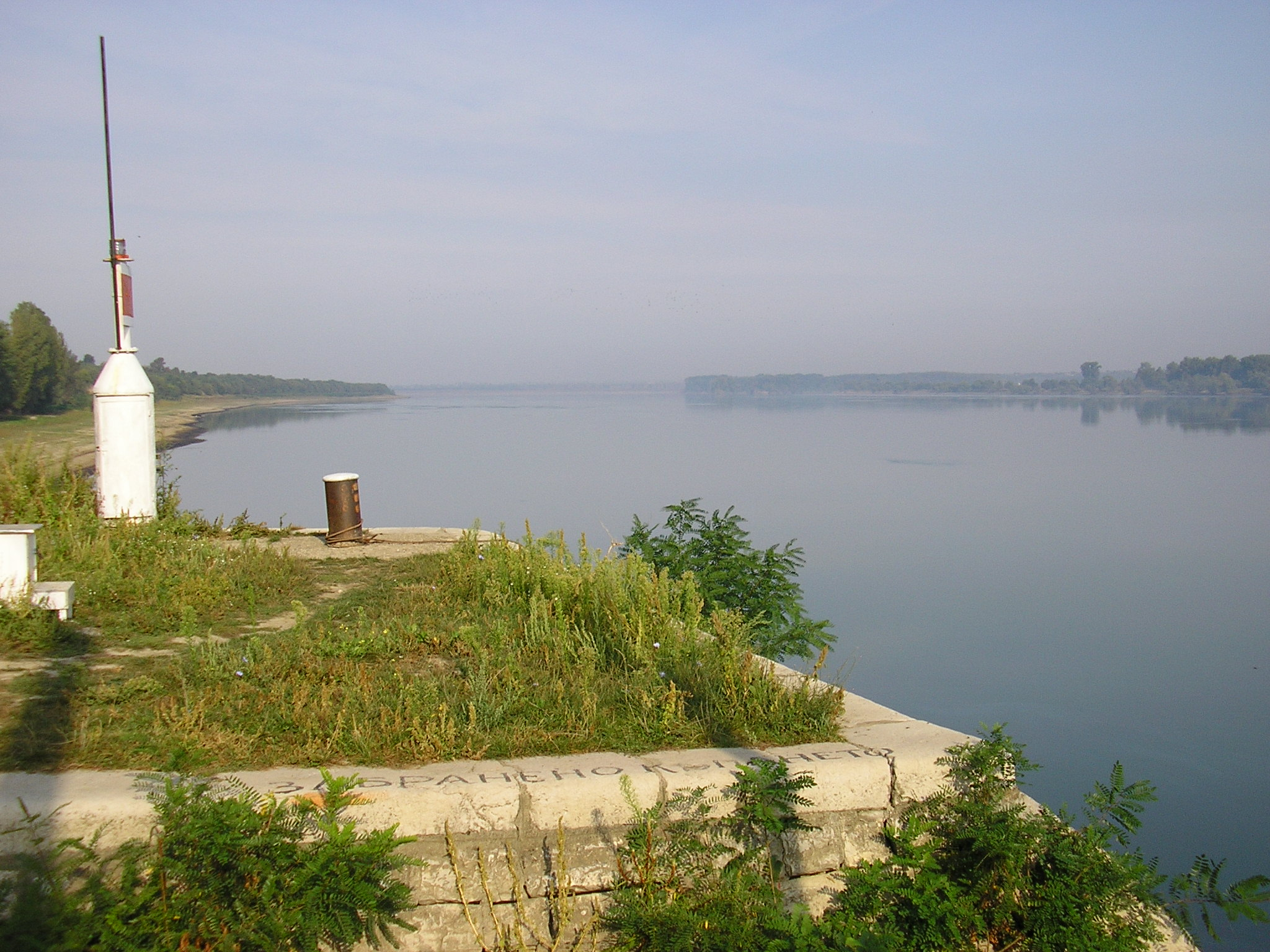
Przystań nad Dunajem
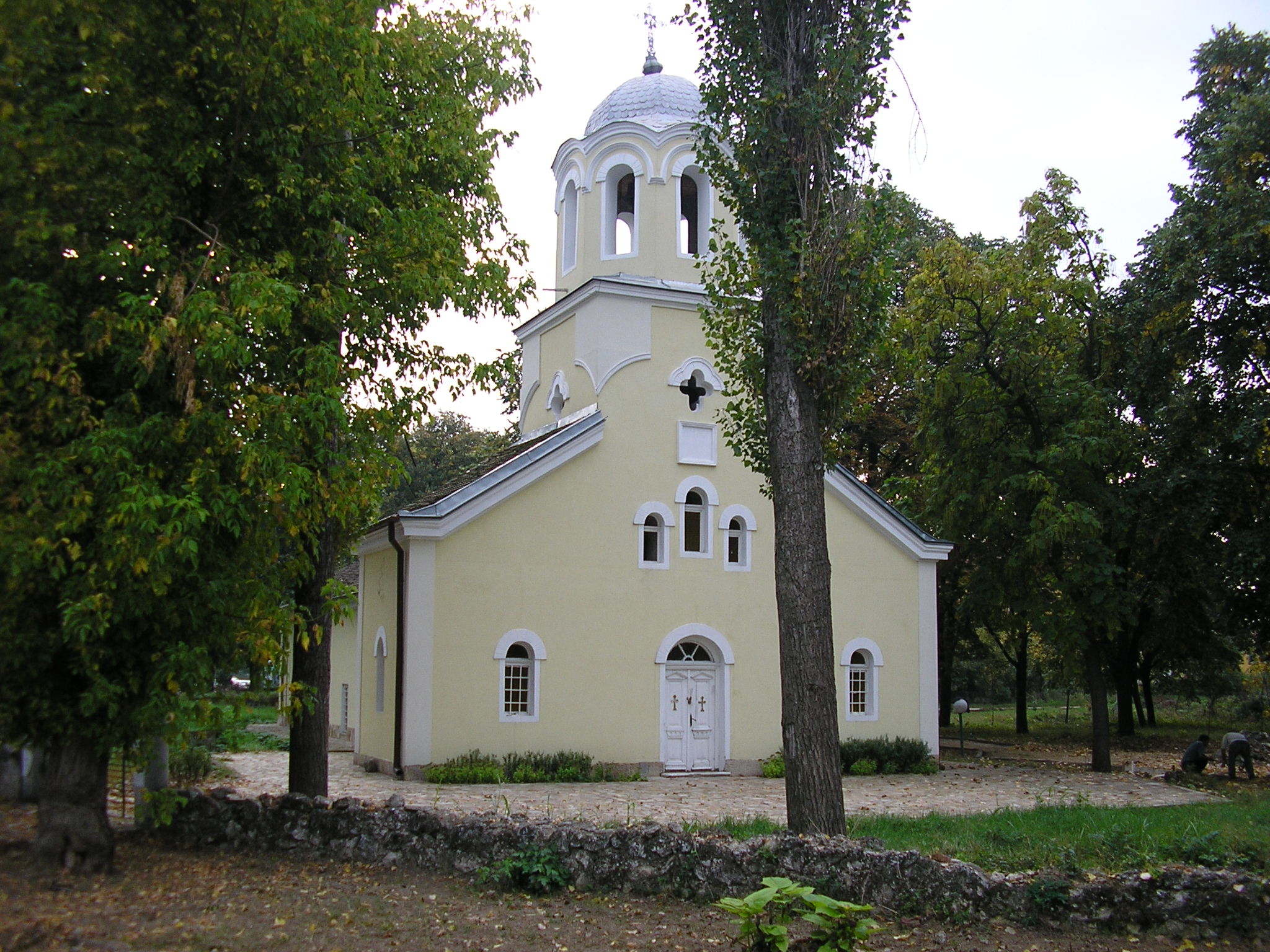
Cerkiew pw. św. Mikołaja
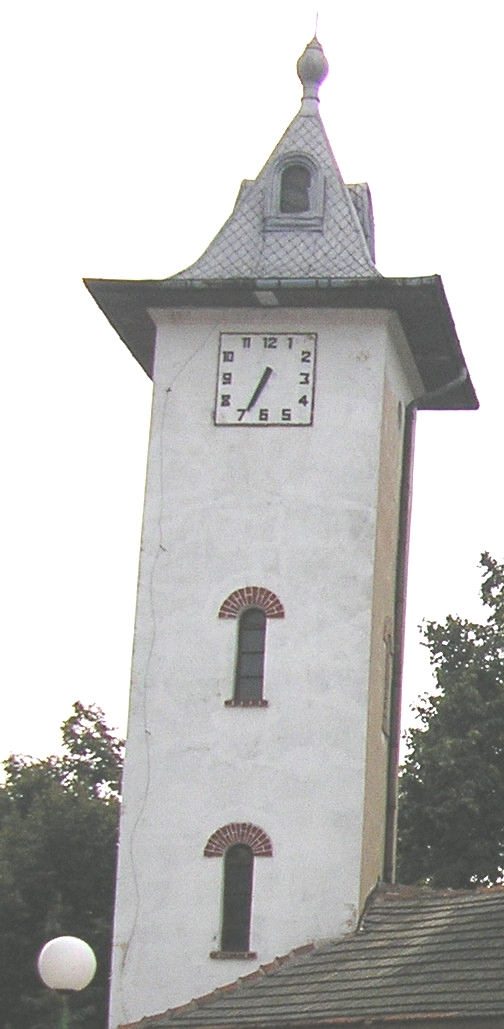
Wieża z zegarem
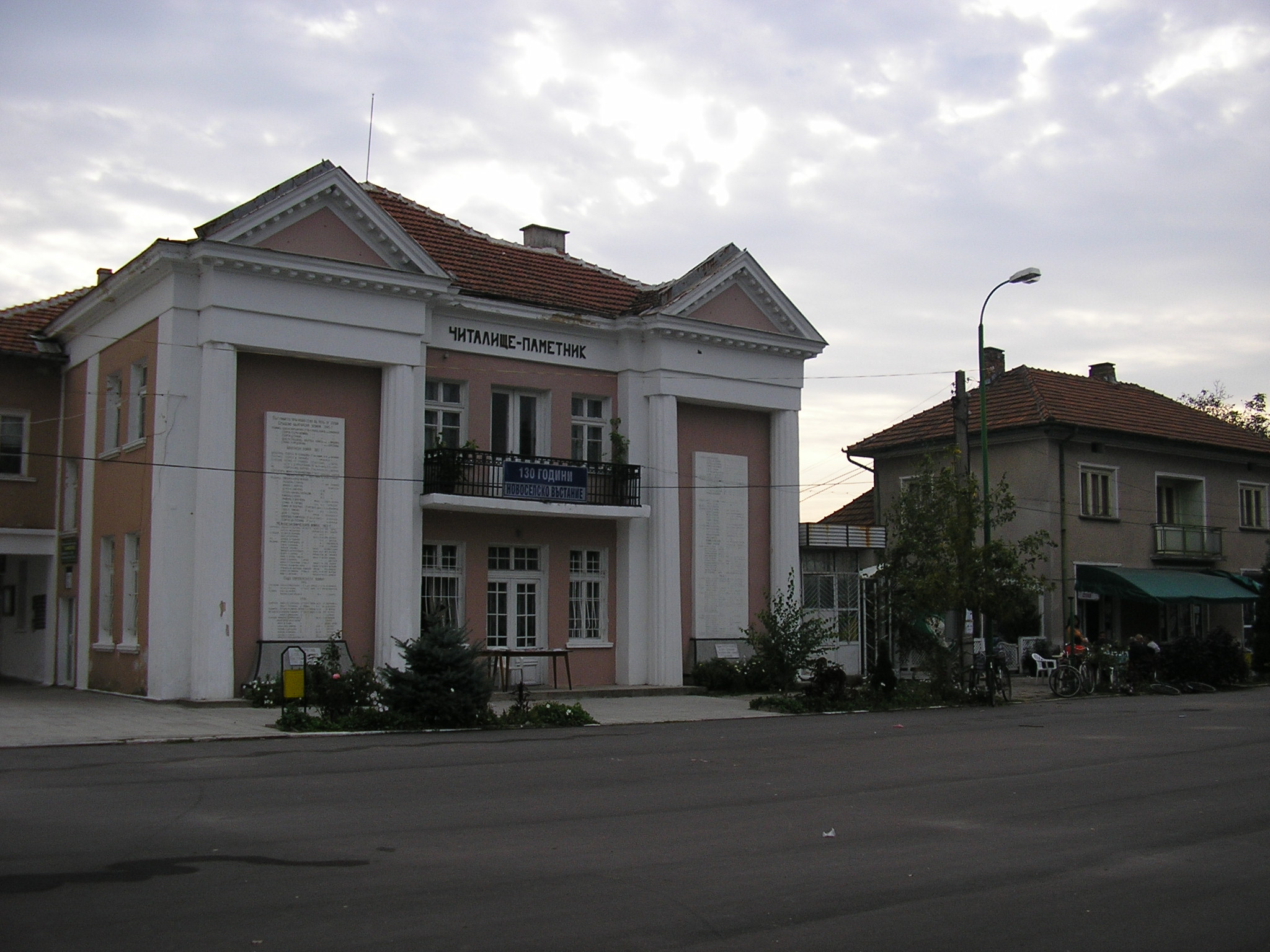
Czitaliszte „Zemedelec”